# عبد الغني شعلان
العميد عبد الغني علي عبدالله شعلان (1981 – 26 فبراير 2021) هو ضابط عسكري وأمني يمني. ينحدر شعلان من محافظة حجة شمال غرب اليمن، ويعد من أبرز القيادات الأمنية والعسكرية التي برزت خلال فترة النزاع في اليمن، خاصة في محافظة مأرب، حيث شغل منصب قائد قوات الأمن الخاصة (المركزي سابقا) حتى استشهاده في معركة جبل البلق الغربي في صرواح غرب مأرب.

## النشأة والتعليم
وُلد شعلان عام 1981 في قرية بيت شعلان بمديرية المحابشة، التابعة لمحافظة حجة. تلقى تعليمه الأساسي والثانوي في منطقته، قبل أن يلتحق بكلية الطيران والدفاع الجوي في صنعاء، والتي تخرّج منها عام 2004.

## المسيرة العسكرية
بعد تخرّجه، بدأ شعلان حياته المهنية ضابطًا في القوات الجوية، وتدرج في عدد من المناصب العسكرية والمالية داخل وحدات الجيش، منها:
- ضابط رادار وصواريخ في القاعدة الجوية بصنعاء.

- كاتب مالي اللواء 170 دفاع جوي في تعز.

- كاتب مالي في قيادة القوات الجوية بالحديدة (2009).

- قائد السرية الأولى الكتيبة التاسعة في الفرقة الأولى مدرع.
- رئيس عمليات الكتيبة 17 مشاة.
- أمين مخازن الفرقة الأولى مدرع.

في عام 2013، نُقل عبدالغني شعلان من وزارة الدفاع إلى وزارة الداخلية، وفي العام التالي عُيّن نائبًا لمدير شرطة محافظة الجوف. وخلال فترة عمله في هذا المنصب، لعب دورًا فاعلًا في تعزيز الأمن داخل المحافظة، حيث تمكن من إحباط عدد من عمليات التهريب والسرقات، وقاد حملات أمنية ضد جماعات التخريب، مما أسهم في الحد من الأنشطة الإجرامية وتحسين الوضع الأمني في المحافظة خلال فترة حرجة من تاريخها.

## الدور الأمني في مأرب
مع اندلاع الحرب في اليمن عام 2014، برز عبدالغني شعلان كأحد أبرز القيادات الأمنية والميدانية في اليمن وخاصة في محافظة مأرب. تولّى مسؤولية الحزام الأمني في منطقة الجفينة، التي تُعدّ موطنًا لأكبر مخيم للنازحين في البلاد، ولعب دورًا حاسمًا في صدّ هجمات جماعة الحوثي على المدينة، إلى جانب قيادات عسكرية بارزة، من بينهم اللواء الركن عبدالرب الشدادي.
وسّع شعلان من انتشار الوحدات الأمنية لتشمل مناطق استراتيجية عدة داخل المحافظة، منها مفرق الجوف، مديرية حريب، والعبدية، والجوبة، وغيرها من المديريات، مما ساهم في تعزيز الاستقرار الأمني على امتداد رقعة جغرافية واسعة في المحافظة، وتحقيق قدر من الأمان في واحدة من أكثر المناطق استهدافًا خلال الصراع.
شارك شعلان في قيادة عدد من الجبهات في محيط مدينة مأرب، ومنها جبهتي الجفينة والفاو جنوب المدينة، وساهم في تأمينها من الخلايا الحوثية التي نشطت داخلها، مما أهّله لتولي منصب أركان حرب فرع قوات الأمن الخاصة بالمحافظة في عام 2016. وفي نوفمبر من العام نفسه، عيّنه محافظ مأرب اللواء سلطان العرادة قائدًا لفرع قوات الأمن الخاصة في المحافظة، المنصب الذي شغله حتى استشهاده في 2021.

## بصماته الأمنية
ساهم شعلان في بناء مؤسسة أمنية حديثة في مأرب، وكان له دور بارز في ترسيخ الأمن داخل المدينة، التي أصبحت مأوى لملايين النازحين من مختلف المحافظات اليمنية. كما شاركت وحداته الأمنية في العمليات القتالية ضد الحوثيين، لاسيما خلال الأشهر الأولى للحرب حين كانت الجماعة على مشارف المدينة من الجهة الغربية الجنوبية.

## الدورات والتأهيل
خضع شعلان لعدة دورات تخصصية، من أبرزها:
- دورة في هندسة الصواريخ لمدة عام بإشراف خبراء عراقيين.

- دورة حتمية ترقية.
- كان يتمتع بمهارات قتالية في رياضات الكاراتيه والتايكوندو.

## الوفاة
في 26 فبراير 2021، استُشهد العميد عبدالغني شعلان خلال قيادته لمعركة الدفاع عن جبل البلق الغربي، أحد أهم المواقع الاستراتيجية جنوب غرب مدينة مأرب، بعد معركة استمرت لأكثر من 24 ساعة متواصلة ضد هجوم مكثف شنته جماعة الحوثي. شكّلت تلك المعركة نقطة تحول بارزة في الصراع، إذ تمكن شعلان ورفاقه من صد الهجوم، رغم سقوطه شهيدًا في الصفوف الأمامية.